# Igor Wassiljewitsch Wolowitsch
Igor Wassiljewitsch Wolowitsch, russisch Игорь Васильевич Волович, englische Transkription Igor Vasilievich Volovich,  (* 9. August 1946 in der Region Archangelsk) ist ein russischer Mathematiker und mathematischer Physiker.
Wolowitsch studierte an der Lomonossow-Universität und wurde 1980 am Steklow-Institut promoviert. Er habilitierte sich 1990 (russischer Doktortitel). Wolowitsch ist seit 1981 Wissenschaftler am Steklow-Institut (ab 1983 leitender Wissenschaftler in der Abteilung mathematische Physik) und lehrt an der Lomonossow-Universität.
Er ist mathematischer Physiker und befasste sich unter anderem mit Quantenfeldtheorie, Gravitation, Stringtheorie, Quanteninformationstheorie und Quantenoptik. Unter anderem wandte er p-adische Analysis in der mathematischen Physik an, darunter 1987 auch eine p-adische Stringtheorie, p-adische Raumzeitstruktur auf der Planckskala und allgemein p-adische Quantenmechanik (p-adischer harmonischer Oszillator 1989 mit Wassili Sergejewitsch Wladimirow). Er untersuchte auch p-adische Brownsche Bewegung.
Mit Luigi Accardi und Y. G. Lu entwickelte er eine Methoden für den stochastischen Grenzwert quantenmechanischer dynamischer Systeme mit quantenmechanischem weißem Rauschen als führendem Term. Die Methode erlaubt vielfach die explizite Berechnung zeitabhängiger Korrelationsfunktionen zum Beispiel in der Quantenoptik.
In der Quanteninformationstheorie befasste er sich mit Quantenalgorithmen (unter anderem mit Ohya einen Quantenalgorithmus für NP-vollständige Probleme wie das SAT-Problem unter Verwendung chaotischer Verstärkung), Dekohärenz und einem neuen Zugang zu Nichtlokalität, Bellscher Ungleichung und Quantenkryptographie basierend auf der Ortsabhängigkeit verschränkter Zustände. Er schlug einen Quantencomputer basierend auf einem einzelnen Atom vor und eine quantenmechanische Theorie der Photosynthese zur Erklärung einer längere Zeitskalen überdauernden Quantenkohärenz und unter Anwendung des Holografischen Prinzips.
Weiter befasste er sich mit geometrischer Theorie von Defekten in Festkörpern.
2007 erhielt er die Tschebyschow-Goldmedaille. 2003 wurde er korrespondierendes Mitglied der Russischen Akademie der Wissenschaften.
1973 bis 1980 war er Herausgeber von Theoretical and Mathematical Physics.

## Schriften (Auswahl)
- mit V. S. Vladimirov, E. I. Zelenov: p-adic analysis and mathematical physics, World Scientific, 1994
- mit M. Ohya: Mathematical foundations of quantum information and computation and its applications to nano- and bio-systems, Springer, Dordrecht, 2011
- mit L. Accardi, Lu Yun Gang: Quantum theory and its stochastic limit, Springer-Verlag, Berlin, 2002
- mit A. S. Trushechkin: Asymptotic properties of quantum dynamics in bounded domains at various time scales”, Izv. RAN. Ser. Mat., Band 76, Heft 1, 2012, S. 43–84.
- “p-adic string”, Classical and Quantum Gravity, Band 4, 1987, L83–L87
- mit B. Dragovich, A. Yu. Khrennikov, S. V. Kozyrev,  E. I. Zelenov: p-Adic Mathematical Physics: The First 30 Years, in: p-Adic Numbers Ultrametric Anal. Appl., Band 9, 2017, S. 87–121, Arxiv